# Riksäpple

Riksäpple i Karl IX:s begravningsregalier från 1611.

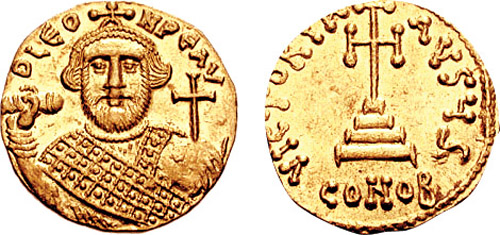
Kejsar Leontios håller i ett riksäpple på en bysantisk solidus (690-tal).

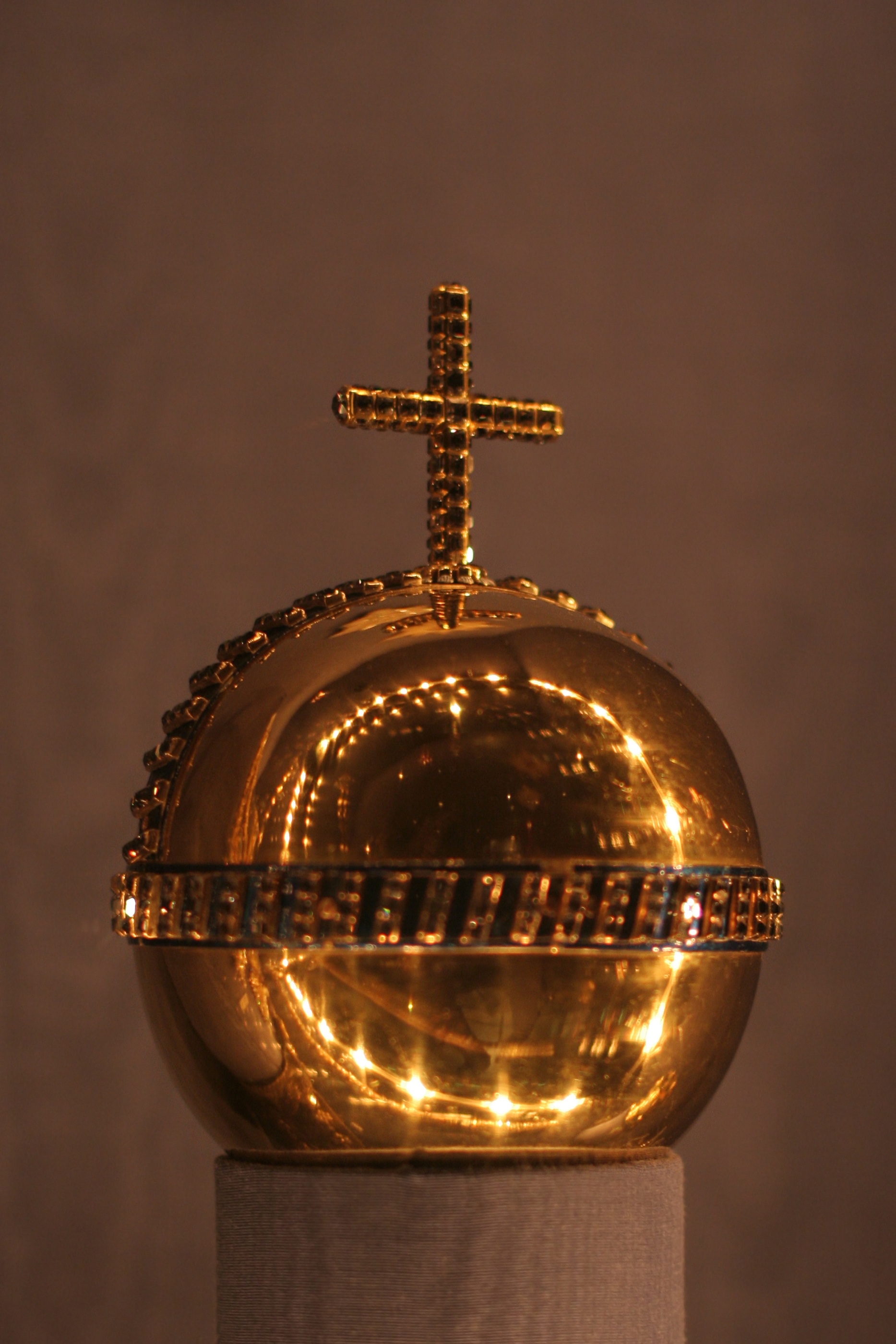
Danskt riksäpple.

Riksäpple, latin orbis terrarum eller globus imperialis, är ett klot med ett band runt om och ett band över övre halvan samt prytt med ett kors. Det har använts av härskare sedan tidig medeltid som symbol för kunglig makt. 
Det var de östromerska kejsarna som på 400-talet e. Kr. lät avbilda sig, bland annat på mynten, med ett klot i vänstra handen som tecken på sitt världsherravälde.
Andra kristna härskare anammade seden med klotet och prydde det med banden som delade äpplet i tre delar och krönte det med ett kors. De tre delarna symboliserade Europa, Asien och Afrika. Det var ett tecken för deras värdighet och var en del av rikets regalier.
I de svenska riksregalierna ingår Erik XIV:s riksäpple. Från dennes kröning nedtecknades äpplets symbolik som  "att Gud insatt konungen som sin befullmäktigade regent över ett kristet kungarike" där korset symboliserade Guds makt och äpplet jorden eller kungariket.